# Famille Le Jolis de Villiers
La famille Le Jolis de Villiers ou Le Jolis de Villers est une famille subsistante de la noblesse française originaire du Cotentin en Normandie où elle a été anoblie en 1595. 
Elle compte parmi ses membres le général d'armée Pierre de Villiers, chef d'état-major des armées de 2014 à 2017, le député de la Vendée Philippe de Villiers, secrétaire d'État à la Culture de 1986 à 1987 et fondateur du Puy du Fou, et le sculpteur Jephan de Villiers.

## Histoire

Le département de la Manche.

Le Cotentin.

La famille Le Jolis de Villiers ou Le Jolis de Villers est originaire de Brucheville dans le Cotentin en  Normandie.
Si loin que l'on ait recherché, on rencontre pour la première fois un personnage nommé Pierre Le Jolis, exerçant les fonctions de tabellion en 1536 à Sainte-Marie-du-Mont dans l’arrondissement de Cherbourg,.
Guillaume Le Jolis est le premier personnage formellement recensé de la famille Le Jolis. Il est natif vers 1550 du fief de Rochefort dans la paroisse de Brucheville (arrondissement de Cherbourg), où sa famille possède un manoir,. Il est seigneur du Jonquay. Il occupe les fonctions de gouverneur du château-fort de Saint-Lô de 1589 à 1593 en succédant à Jean d'Estouteville. Sur la recommandation du marquis d'O, il avait été décidé de démanteler le château-fort, mais devant l'opposition des officiers du roi, leur capitaine-gouverneur mit tout en œuvre pour en renforcer les défenses. En remerciement pour les services ainsi rendus au royaume de France, le roi Henri IV anoblit Guillaume Le Jolis par lettres patentes de janvier 1595,, enregistrées à la Cour des comptes le 28 mai 1595, puis à la Cour des aides de Normandie le 21 janvier 1597. Conjointement avec son épouse, Marie du Buisson, dame du Bouillon (de La Lissondière), Guillaume participe en 1602 à la fondation de la chapelle Saint-Éloi, annexée à l'ancienne collégiale Notre-Dame de Saint-Lô qui dépendait du château, sous l'autorité religieuse de Mgr de Briroy, évêque de Coutances.
Pierre Le Jolis est l'un des fils de Guillaume Le Jolis. Il est nommé curé de Brucheville de 1647 jusqu'à sa mort survenue en 1670.
La famille Le Jolis était également titulaire du fief de la Ponterie à Villiers-Fossard, dans l'arrondissement de Saint-Lô. Elle sera connue sous le nom de Le Jolis de Villiers. La commune de Villiers-Fossard a adopté les armoiries de la famille — en y ajoutant une bordure d'or — en souvenir de sa présence dans la  seigneurie et du manoir de la Ponterie édifié à la fin du XVIe siècle. Ce domaine a été vendu au XIXe siècle.
Puis, au XXe siècle, les enfants, orphelins de Louis Le Jolis de Villiers, capitaine au 79e régiment d'infanterie, mort pour la France en 1914 au cours d'un combat dans la forêt de Saint-Paul à Champenoux en Meurthe-et-Moselle, sont inscrits comme pupilles de la nation. Ils seront adoptés ultérieurement par leur tante maternelle de Saintignon, originaire de Lorraine. La famille sera désormais connue sous le nom de Le Jolis de Villiers de Saintignon.
C'est au cours de ce siècle que Jacques de Villiers (1913-2000) s'installe dans le département de la Vendée. Parmi ses enfants deux personnalités s'illustrent sur le plan national : Philippe de Villiers, personnalité politique française, qui a été durant de nombreuses années président du Conseil départemental de la Vendée et ses descendants qui vivent toujours en Vendée où ils ont créé un parc d'attraction touristique, Le Puy du Fou. Pierre de Villiers, général d'armée, qui fut chef d'état-major des armées françaises de 2014 à 2017.
La famille Le Jolis de Villiers a adhéré à l'ANF en 1973,.

## Filiation
L'ascendance connue remonte au milieu du XVIe siècle à partir de Guillaume Le Jolis de Villiers, né en 1540.
- Guillaume Le Jolis de Villiers (1540- ) épouse Marie du Bouillon ( -1649), anobli en 1595.
  - Alexandre Le Jolis de Villiers, sieur du Jonquey, écuyer, épouse  Françoise Alexandre
    - Jean Le Jolis de Villiers, sieur de Neudy, écuyer (4 mai 1633 à Brucheville), épouse le 16 juillet 1658 Suzanne d'Escageul
      - François Alexandre Le Jolis de Villiers (22 mai 1663 à Brucheville - 13 août 1704 à Höchstädt) épouse le 2 mars 1693, Louise de Prye, fille d'Émon-Antoine, marquis de Prye, haut-justicier de Plâne, Échampay, etc.
        - Alexandre Léonor Le Jolis de Villiers (1702-1780), lieutenant de dragons, capitaine au bataillon de la milice de Caen, épouse le 23 août 1756 à Saint-Jean-de-Daye (Manche) Mathurine Germain de La Conté
          - François-Alexandre-Léonor Le Jolis de Villiers (1760-1845) épouse en 1787 Anne-Marie de Géraldin
            - Édouard Le Jolis de Villiers (1803-1863) épouse en 1830 Aimée Langlois (1803-1878)
              - Prosper Le Jolis de Villiers (1840-1907), avocat et juge de paix, épouse en 1871 Louise Julienne Chauvel (1846-1902)
                - Louis Paul Léon Marie Raymond Le Jolis de Villiers, capitaine, né le 17 octobre 1874 à Brucheville (Manche) et mort pour la France le 10 septembre 1914 à Champenoux (Meurthe-et-Moselle)[15]. De son mariage à Paris le 24 octobre 1904 avec Jeanne de Saintignon (27 juillet 1880 à Auxerre (Yonne) - 25 août 1959 à Bobigny (Seine-Saint-Denis)), sont nés cinq enfants : Monique (1906-1973), Yolande (1908-1994), Jean (1910-1991), Françoise (1911-2006) et Jacques (1913-2000) qui suit.
                  - Jacques Roger Marie Fernand Le Jolis de Villiers de Saintignon (1913-2000), chef d'entreprise, homme politique, décoré de différents ordres, épouse  Hedwige Marie Thérèse d'Arexy (1925-2006), de ce mariage sont nés cinq enfants :
                    - Bibiane le Jolis de Villiers de Saintignon, née en 1947 décédée le 1er juin 2017, épouse (1975) Cyrille Griffon du Bellay. De ce mariage sont nés deux enfants, Xavier et Arnaud.
                    - Philippe Le Jolis de Villiers de Saintignon connu sous le nom « Philippe de Villiers » (1949), sous-préfet, secrétaire d'État à la Culture, fondateur d'un mouvement politique (Le Mouvement pour la France (MPF)), président du conseil général de la Vendée, député, candidat à l'élection présidentielle française de 1995 et de 2007, épouse Dominique Marie Elyette de Buor de Villeneuve. De ce mariage naissent sept enfants : Caroline, Guillaume, Nicolas, Marie, Laurent, Bérengère et Blanche[16].
                      - Nicolas Louis Pierre Marie Le Jolis de Villiers de Saintignon (1979), président de l’Association du Puy du Fou depuis 2004, président du Grand Parc du Puy du Fou depuis 2012.

                    - Bertrand Raymond Marie Louis Le Jolis de Villiers de Saintignon (1950), officier de cavalerie, conseiller général de la Vendée, poste dont il démissionne au lendemain de l’annonce faite par son frère de son départ du conseil général, président d’Alouette, radio FM régionale couvrant onze départements de l’ouest de la France, et président du conseil d’administration de Sud Radio couvrant vingt-deux départements du sud de la France. Il épouse Véronique Tyczynski, de ce mariage naissent deux enfants : Victoire et Charles[16].
                    - Pierre Le Jolis de Villiers de Saintignon connu sous le nom de « général Pierre de Villiers » (1956), général d’armée nommé chef d'état-major des armées du 15 février 2014 au 19 juillet 2017. En 1987[17], il épouse Sabine Marie Pascale Touvet ; de ce mariage naissent six enfants : Sophie, Édith, Louis, Jeanne, Alice et Claire.
                    - Emmanuel Marie Jacques Le Jolis de Villiers de Saintignon (1966) connu sous le nom d'« Emmanuel de Villiers », officier de réserve à la 9e BIMA à Cayenne (1989-1990) directeur général du Grand Parc du Puy du Fou de 1990 à 2002, directeur du Parc du Futuroscope lors de son sauvetage de 2002 à 2004, président de L'Orfèvrerie d’Anjou de 2004 à 2008, puis président du groupe Kolmi Hopen, président du groupe G2M, président des Ateliers de la Chapelle[18].
 Il épouse en 1998 Anne Aymone d'Alès[Note 5], de ce mariage naissent trois enfants : Marie-Aimée, Édouard et Angélique[19].

## Personnalités
- Guillaume Le Jolis, gouverneur du château de Saint-Lô (1589-1593), anobli en 1595
- Jean Le Jolis de Villiers (1633-1707), écuyer, seigneur du Buisson. Officier[réf. nécessaire] au service du roi Louis XIV, il participe comme volontaire à la campagne du Portugal en 1667 et 1668 dans la compagnie d'un régiment de cavalerie du marquis de Chamilly. Il se distingue au siège de la forteresse de Ferreira do Alentejo en septembre 1667. (À la suite de cette campagne, le Portugal obtient son indépendance  vis-à-vis de l'Espagne le 13 février 1668 par le Traité de Lisbonne)
- François-Alexandre (Ier) Le Jolis (1663-1704), écuyer, seigneur de Villiers, capitaine de dragons dans le régiment de Morsan ; puis capitaine de cavalerie dans le régiment de Fourquevaux. Dans les armées du roi Louis XIV, au cours de la guerre de Succession d'Espagne, il est tué  à la bataille de Höchstädt, le 13 août 1704.
- François-Alexandre (2e) Le Jolis de Villiers, né en 1693, capitaine de dragons, chevalier de l'ordre royal et militaire de Saint-Louis, participe au siège de Fribourg-en-Brisgau en septembre 1713. (La victoire des troupes françaises entraine le Traité de Rastatt, signé entre la France et l'Autriche, le 6 mars 1714)
- François-Alexandre-Léonor Le Jolis de Villiers (1760-1845), admis au collège royal de La Flèche, est incorporé en 1776 comme cadet gentilhomme dans le régiment de Vermandois où il sert comme officier jusqu'en 1788. Il avait épousé en 1787 Marie Anne Perrine Catherine de Géraldin, fille de feu Antoine, marquis de Géraldin, brigadier des armées du roi, grand bailli d'épée du comté de Mortain. Il est maire de Saint-Lô (1799-1803), conseiller de préfecture, membre du collège électoral de la Manche et, enfin, député conservateur de la Manche sous la seconde Restauration (1817-1822)[20].
- Jacques Roger Marie Fernand Le Jolis de Villiers de Saintignon (1913-2000), lieutenant à la fin de la seconde Guerre mondiale, maire de Boulogne (1947-1983), conseiller général de la Vendée (1973-1987)
- Jean-François Le Jolis de Villiers de Saintignon connu sous le nom de "Jephan de Villiers" (1940), artiste sculpteur et poète. Prix de sculpture 2017 de l'Institut de France - prix Simone et Cino Del Duca[2] sur proposition de l'académie des Beaux-Arts - France
- Philippe Le Jolis de Villiers de Saintignon connu sous le nom « Philippe de Villiers » (1949), sous-préfet, député (1987-1988, 1988-1994, 1997-2004), secrétaire d'État à la Culture (1986-1987), président du conseil général de la Vendée (1988-2010), fondateur d'un mouvement politique (Le Mouvement pour la France (MPF)) (1994-2018), député européen (1994-1997, 1999, 2004-2014), candidat à l'élection présidentielle française de 1995 et de 2007. Fondateur en 1989 du parc à thème Puy du Fou.
- Bertrand Raymond Marie Louis Le Jolis de Villiers de Saintignon (1950), officier de cavalerie, conseiller général de la Vendée, poste dont il démissionne au lendemain de l’annonce faite par son frère de son départ du conseil général, président d’Alouette, radio FM régionale couvrant onze départements de l’ouest de la France, et président du conseil d’administration de Sud Radio couvrant vingt-deux départements du sud de la France
- Pierre Le Jolis de Villiers de Saintignon connu sous le nom de « général Pierre de Villiers » (1956), général d’armée, nommé chef d'état-major des armées du 15 février 2014 au 19 juillet 2017.
- Emmanuel le Jolis de Villiers de Saintignon (1966), directeur général du Puy du Fou de 1990 à 2002, appelé au sauvetage du Futuroscope, par René Monory, comme directeur du parc de 2002 à 2004. Président de L'Orfèvrerie d'Anjou (secteur du Luxe), du  Groupe Kolmi Hopen (il réalise la nouvelle usine du leader européen des masques chirurgicaux, visitée par le Président de la République Emmanuel Macron le 30 mars 2020), du Groupe G2M (métiers du handicap « L'innovation au service du handicap ») de Les Ateliers de la Chapelle, entreprise du patrimoine vivant, menuiserie d'art et de luxe.
- Nicolas Louis Pierre Marie Le Jolis de Villiers de Saintignon (1979), président de l’association du Puy du Fou depuis 2004, du grand parc du Puy du Fou depuis 2012.
- Mère Marie-Magdeleine de Villiers, maîtresse des novices puis prieure générale des Dominicaines du Saint-Esprit, élue le 21 avril 2025 par le chapitre général de l'Institut[21].

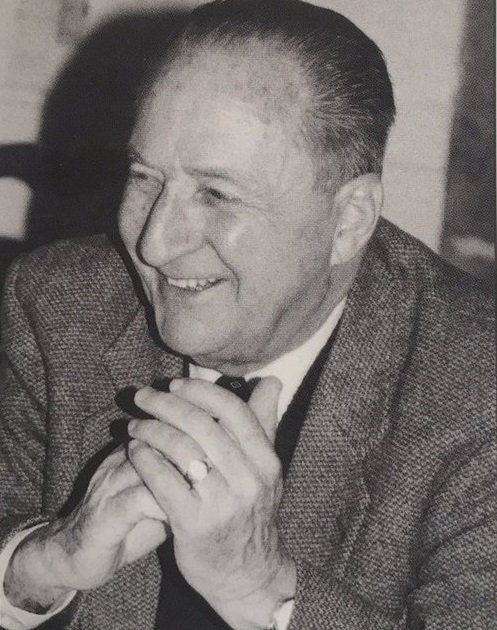
Jacques Le Jolis de Villiers (1913-2000).
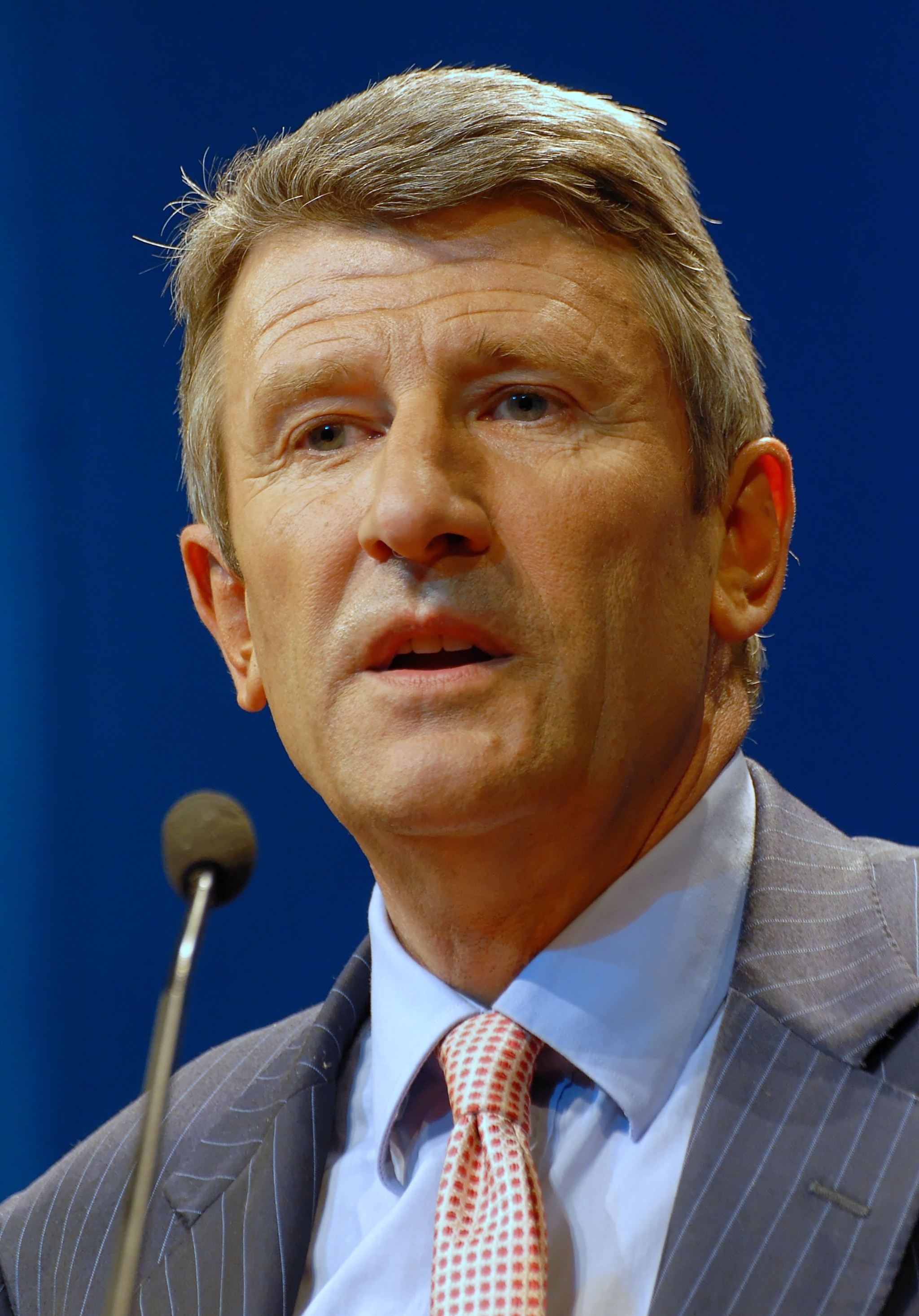
Philippe Le Jolis de Villiers (1949).
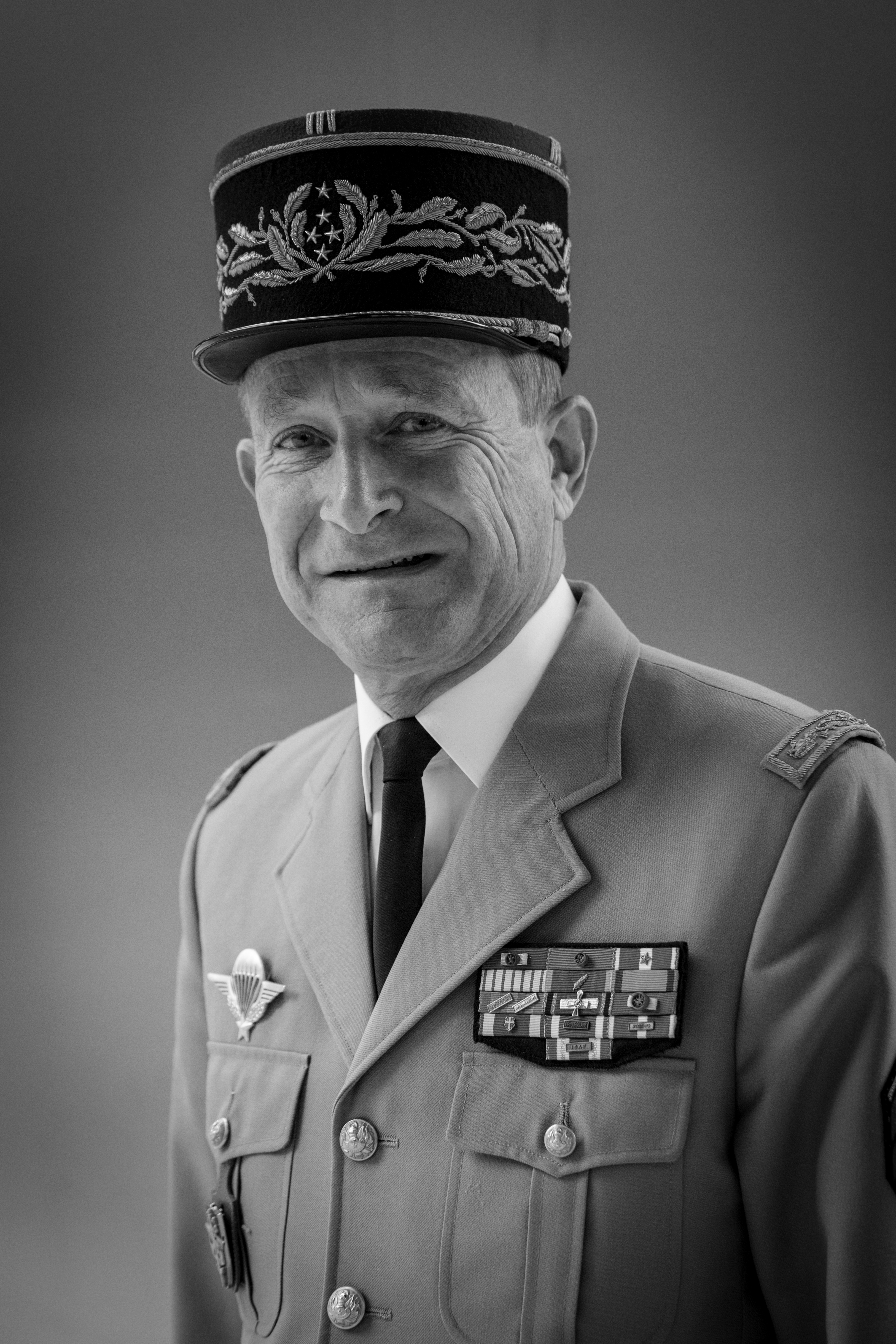
Pierre Le Jolis de Villiers (1956).
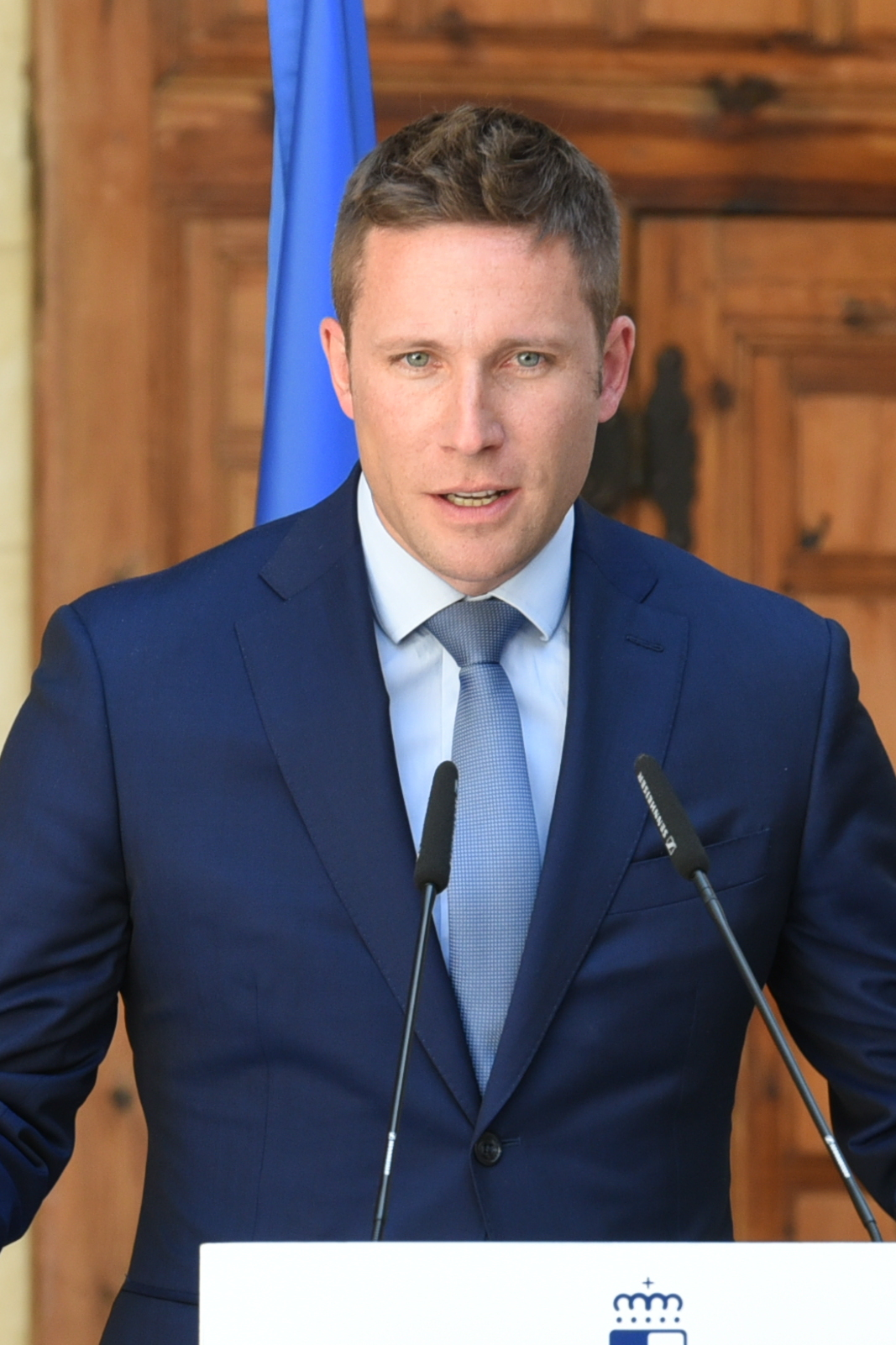
Nicolas de Villiers (1979).

## Armes et titre
Les armes de la famille Le Jolis de Villiers sont : D'azur au chevron d'or accompagné de trois aigles d'argent, les vols abaissés ou d'azur au chevron d'or accompagné de trois aigles de sable, 2 en chef et 1 en pointe ou d'azur, au chevron d'or, accompagné de trois aiglettes éployées d'argent.
Titre de noblesse : vicomte (titre de courtoisie)[réf. nécessaire]

## Alliances
Les principales alliances de la famille Le Jolis de Villiers sont : du Bouillon, Alexandre, d'Escaguel (1658), de Prye (1693), Germain de La Conté (1756), de Géraldin (1787), de Lentaigne de Logivière (1822), Langlois (1830), Chauvel (1871), de Saintignon (1904), d'Arexy, de Buor de Villeneuve, de Dieuleveult, de Buttet, Griffon du Bellay, d'Alès, Tyczynski, Touvet.

## Postérité
- Blasons des communes de Brucheville et de Villiers-Fossard.[réf. nécessaire]

## Pour approfondir